# 武田一義
武田 一義（たけだ かずよし、1975年 - ）は、日本の漫画家。北海道出身。

## 来歴
1975年、北海道岩見沢市生まれ。おもちゃ屋やリサイクルショップで働いた後の2003年、漫画家を目指して上京、奥浩哉のアシスタントとして働く。2010年6月、精巣腫瘍で入院し片方の睾丸を摘出、その顛末を描いた闘病記『さよならタマちゃん』を2012年より『イブニング』（講談社）で連載し話題となる。2016年から2021年にかけて『ヤングアニマル』（白泉社）にて『ペリリュー 楽園のゲルニカ』を連載。同作は第46回日本漫画家協会賞優秀賞を受賞したほか、メディアミックスとしてアニメ化が行われる。

## 作品リスト
- 『さよならタマちゃん』講談社〈イブニングKC〉全1巻（『イブニング』2012年15号 - 2013年15号）
- 『おやこっこ』講談社〈イブニングKC〉全2巻（『イブニング』2014年10号 - 2015年5号）
- 『ペリリュー 楽園のゲルニカ』白泉社〈ヤングアニマルコミックス〉全11巻（『ヤングアニマル』2016年4号 - 2021年8号）
  - 『ペリリュー –外伝–』白泉社〈ヤングアニマルコミックス〉全4巻（『ヤングアニマル』2022年7号[3] - 2025年13号[4]） - 短期集中連載[3]。

## 師匠
- 奥浩哉 - 約4年ほどアシスタントを務めていた。奥との関わりについては2014年の『イブニング』で、奥が『いぬやしき』を連載開始した際に武田が寄稿した読み切りエッセイマンガ「奥先生との出会い」で描かれている[5]。